# الأكاديمية العسكرية الهندية
الأكاديمية الهندية العسكرية (IMA) هي أكاديمية تدريب ضابط الجيش الهندي، تأسست في عام 1932.

## الروابط الخارجية
1. ↑  Memoirs of the Four-Foot Colonel - Smith Dun - Google Books. Books.google.com. مؤرشف من الأصل في 2020-01-25. اطلع عليه بتاريخ 2012-08-13.
2. ↑  "NDA History". مؤرشف من الأصل في 2012-04-19. اطلع عليه بتاريخ 2012-08-13.
3. ↑  Khanduri، Chandra B. (1969). Thimayya:An Amazing Life. New Delhi: Centre for Armed Historical Research, United Service Institution of India, New Delhi through Knowledge World. ص. 394. ISBN:81-87966-36-X. مؤرشف من الأصل في 2014-10-25. اطلع عليه بتاريخ 2010-08-06.
4. ↑  The Official Home Page of the Indian Army نسخة محفوظة 29 سبتمبر 2020 على موقع واي باك مشين.